# My Melancholy Baby

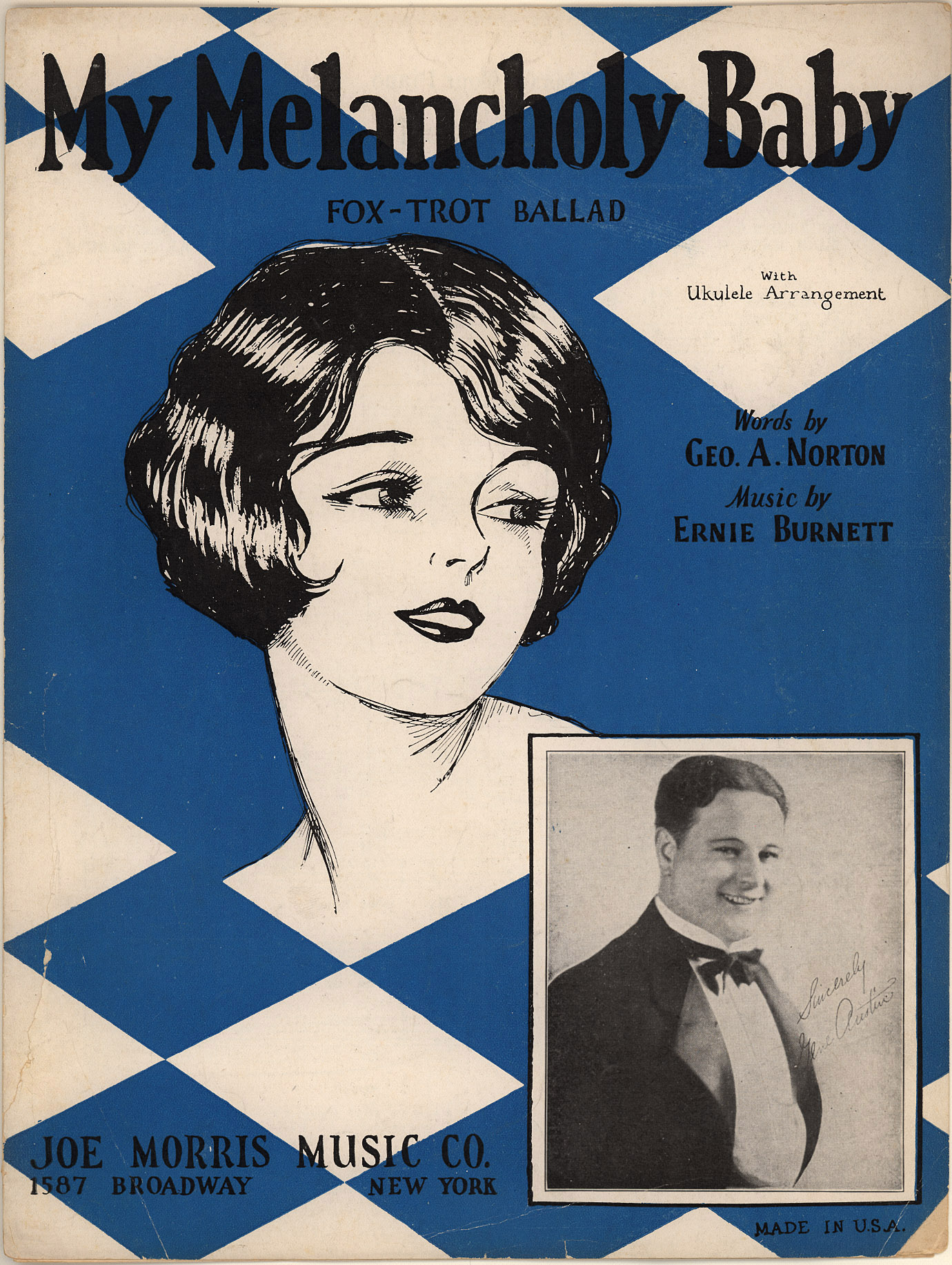

«My Melancholy Baby» — популярна пісня, опублікована в 1912 році та вперше публічно заспівана Вільямом Фроулі. Музику написав Ерні Бернетт (1884–1959), слова — Джордж А. Нортон. 

## Історичний контекст
Під час Першої світової війни Ерні Бернетт, який написав музику, був поранений, в результаті чого втратив пам’ять. Особистий ідентифікаційний жетон також був втрачений. Через це встановити його особу стало неможливим. До одужуючих в лікарні солдатів, приходив піаніст і розважав пацієнтів популярними мелодіями, зокрема звучала пісня «Melancholy Baby». Бернет підвівся з ліжка й вигукнув: «Це моя пісня!» В такий спосіб його  пам'ять повернулася. 

## Версія Вільяма Фроулі
Вільям Фроулі, який зіграв Фреда Мерца у стрічці  I Love Lucy, заявив, що він був першою людиною, яка виконала цю пісню публічно в 1912 році в кафе Mozart на Кьортіс-стріт, 1647, у Денвері, штат Колорадо. Фроулі розкрив це під час виступу 3 травня 1965 року в телевізійному ігровому шоу «У мене є секрет». 
У 1958 році Фроулі знову виконав пісню на «Годині комедій Люсі-Дезі» в епізоді «Lucy Goes to Sun Valley». Рікі попрохав Фролі, як Фреда Мерца, виконати «старомодну баладу» для виступу його гурту в телешоу. Мерц виконав пісню в сцені репетиції музичного номера. 

## Інші виступи
- Пісню також записали Волтер Ван Брант (1915), Джин Остін (1928), Джейн Фроман для Decca (1934), Ел Боуллі (1935) і Тедді Вілсон. [5]
- Цю пісню можна часто почути в гангстерському фільмі Warner Brothers 1939 року «Ревіючі двадцяті», де пісню виконує співачка Прісцилла Лейн. [6]
- Бінг Кросбі записав пісню для Decca Records 12 грудня 1938 [7], і вона досягла 14 місця в чартах того дня. [5]
- Кросбі заспівав цю пісню у фільмі «Народження блюзу», номінованому на «Оскар» 1941 року. [8]
- Гаррі Джеймс записав версію в 1941 році на Columbia. [9]
- У фільмі 1942 року «Джонні Ігер» ця пісня звучала під час вступних і заключних титрів, як фонова музика протягом усього фільму та як танцювальна музика у виконанні гурту в будинку Тоні Люса. Не було зараховано.
- Пісня з'являється як випадково, так і в тематичних фонових варіаціях у музичній партитурі фільму Фріца Ланга 1945 року "Вулиця червоного кольору" з Джоан Беннетт і Едвардом Г. Робінсоном.
- Джуді Гарленд заспівала її під час пісні «Народжена в скрині» у фільмі «Зірка народилася » 1954 року після того, як п’яний чоловік наполегливо кричав: «Співай «Melancholy Baby»!» Того ж року Джон Серрі-старший аранжував і записав пісню для свого свінг-джазового ансамблю акордеоністів для радіопередач на NBC.
- Конні Френсіс записала пісню в 1958 році для включення до свого першого студійного альбому MGM Who's Sorry Now. [10]
- У 1962 році запис The Marcels посів 58 місце в US Hot 100. [11]
- Багато джазових музикантів записували «My Melancholy Baby» або використовували його гармонічну послідовність для імпровізації: Дейв Брубек з Джиммі Рашингом (1958), Білл Еванс (1966), Ленні Трістано, Лі Коніц, Варн Марш (1957), Телоніус Монк (1971)., Берт Кемпферт (1973).
- Версія пісні Томмі Едвардса з його альбому For Young Lovers [12] досягла 15 позиції в чартах музичних продавців США в 1959 році.

У 1911 році Мейбел Уотсон, дружина Ерні Бернетта, написала оригінальний текст пісні, яка була захищена авторським правом під назвою «Melancholy». Коли Бернетт продав пісню, видавець наполіг, щоб автор пісень Джордж А. Нортон переглянув текст.  У наступних випусках нот містилася лише присвята «Міс Мейбелл Вотсон з Берклі», а не автор тексту. У 1940 році Мейбел Уотсон Бергманн, яка на той час розлучилася з Бернеттом і вийшла заміж вдруге, успішно подала в суд на гонорари. Протягом кількох років після цього її ім’я з’являлося як співавтор пісні з Нортоном. 